# Інле
Інле (бірм. အင်းလေးကန်, Бірманська вимова: ʔɪ́ɴlé kàɴ) — прісноводне озеро на півдні штату Шан у складі  М'янми. Озеро тягнеться на 22 км з півночі на південь, шириною приблизно 10 км. Рівень води — 875 м над рівнем моря.
На островах і березі озера знаходиться 17 сіл народності інтха. Будинки побудовані на палях. Всього на озері живе 70 тисяч чоловік.
Через болотисті береги проведені вузькі канали, по яких проходять човни-плоскодонки і каное.
До озера примикає місто Ньоншуе, пов'язане з ним каналом.

## Екологія
Озеро Інле було додане Організацією Об'єднаних Націй в Всесвітню мережу біосферних заповідників.  Площа заповітної зони досягає 489 721 гектар. З 1985 року озеро оголошено зоною захисту птахів, яких нараховується 267 видів. В зв'язку з вирубкою лісів, а також намивання мулу скоротилася поверхня води з 134 квадратних миль до 63. Також великі проблеми цього регіону полягають в відсутності каналізації — бо стічні води скидаються в озеро. Вода з озера небезпечно забруднена і не може використовуватися як питна, тому на узбережжі були викопані криниці. Також рівень кисню у воді знизився і наразі є недостатнім для риб цього регіону. [Архівовано 11 червня 2018 у Wayback Machine.]
Також присутнє високе шумове забруднення пов'язане з використанням застарілих типів двигунів без глушників на човнах.

Водяний гіацинт, озерна рослина, також являє велику проблему. Він досить швидко поширюється, займаючи поверхню води і відбираючи поживні речовини і сонячне проміння в інших мешканців водойми. Останні 20 років використання земснарядів зменшило популяцію цього виду.

## Рослинництво
Для мешканців озера є характерним використання «плаваючих городів» — островів, що базуються на родючій болотній масі, яку прикріплюють до дна гострими жердинами. В такий спосіб рослини вирощують з 1960-х років. Більша частина «плаваючих городів» розташована за західній частині озера. Також деякі види рослин висаджують на узбережжях прокопуючи канали від озера. Частина населення займається збиранням водоростей з дна озера і транспортуванням їх до «плаваючих городів» для їх оновлення і побудови нових. Протягом року огірки і помідори (в залежності від різновиду) дають по 2-3 урожаї.

## Економіка
На 2016 рік основні галузі залишилися незмінними це — вирощування фруктів, овочів і квітів. Але з'явився приріст в галузях обслуговування пов'язаних з туризмом, таких як: екскурсоводи, готельєри, ресторатори і перевізники. Народні майстерні, які виготовляли тютюнові вироби, кузні, ювілірні і ткацькі майстерні переорієнтувалися на туристів. Зараз вони більш схожі на шоу-руми (show room) ніж на виробництва. Широко поширене виробництво срібних прикрас з срібла місцевого походження, срібну руду для нього видобувають в штольнях на пагорбах навколо озера. Також є унікальне виробництво тканин з волокон озерної лілії. Розповсюджене рибальство непромисловим методом, а також збирання різноманітних водоростей.

## Електрифікація
Частина помешкань під'єднана до електромереж. Всі електромережі виконані у вигляді повітряних ліній електропередач. Частина опор встановлених на узбережжі залізобетонні, на воді 100 % опор з необробленої деревини, різноманітних конструкцій. Вода з озера живить гідроелектростанцію Lawpita. В 2010 році було дуже посушливе літо і рівень води став найнижчим за останні 50 років, у зв'язку з чим не вистачало води для роботи турбін на електростанції в повну потужність і призвело до відключень підприємств від живлення.

## Туризм
Озеро і прилеглі до нього території є однією з головних туристичних визначних пам'яток М'янми.

При в'їзді в туристичну зону озера Інле іноземцям потрібно сплатити туристичний збір (2016 рік). Після сплати видається туристичний талон з датою. Талон перевіряють лише на в'їзді в туристичну зону.

В місті Nyaungshwe (ညောင်ရွှေ) — розташована велика кількість готелів і ресторанів, а також станції винаймання човнів. Це пов'язано з тим — що це найбільше місто на узбережжі озера, яке має автошлях і пов'язане каналом з озером Інле, звідки і відправляються екскурсії водоймою. Човни винаймають разом з водієм який буде возити вас по умовленому маршруту. Човни виготовлені з деревини, в більшості, на 5-8 пасажирів і укомплектовані рятувальними жилетами. Двигуни на човнах (на 2016 рік) застарілої конструкції з дуже високим рівнем шуму, тому варто попіклуватися про захист органів слуху. На озері розташовані ресторани, сувенірні магазини і майстерні народних ремесел.
Найближчий аеропорт Хєхо [Архівовано 17 квітня 2021 у Wayback Machine.] знаходиться в 35 кілометрах.

З серпня по жовтень проводиться декілька фестивалей, які приваблюють велику кількість туристів.

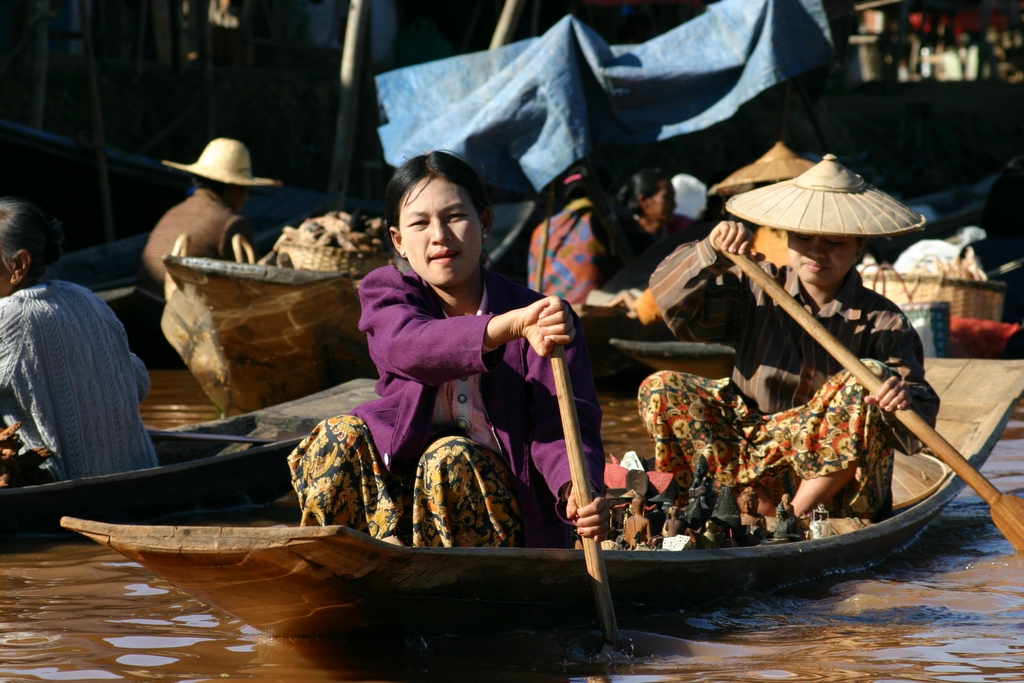
Плавучий базар на озері Інле
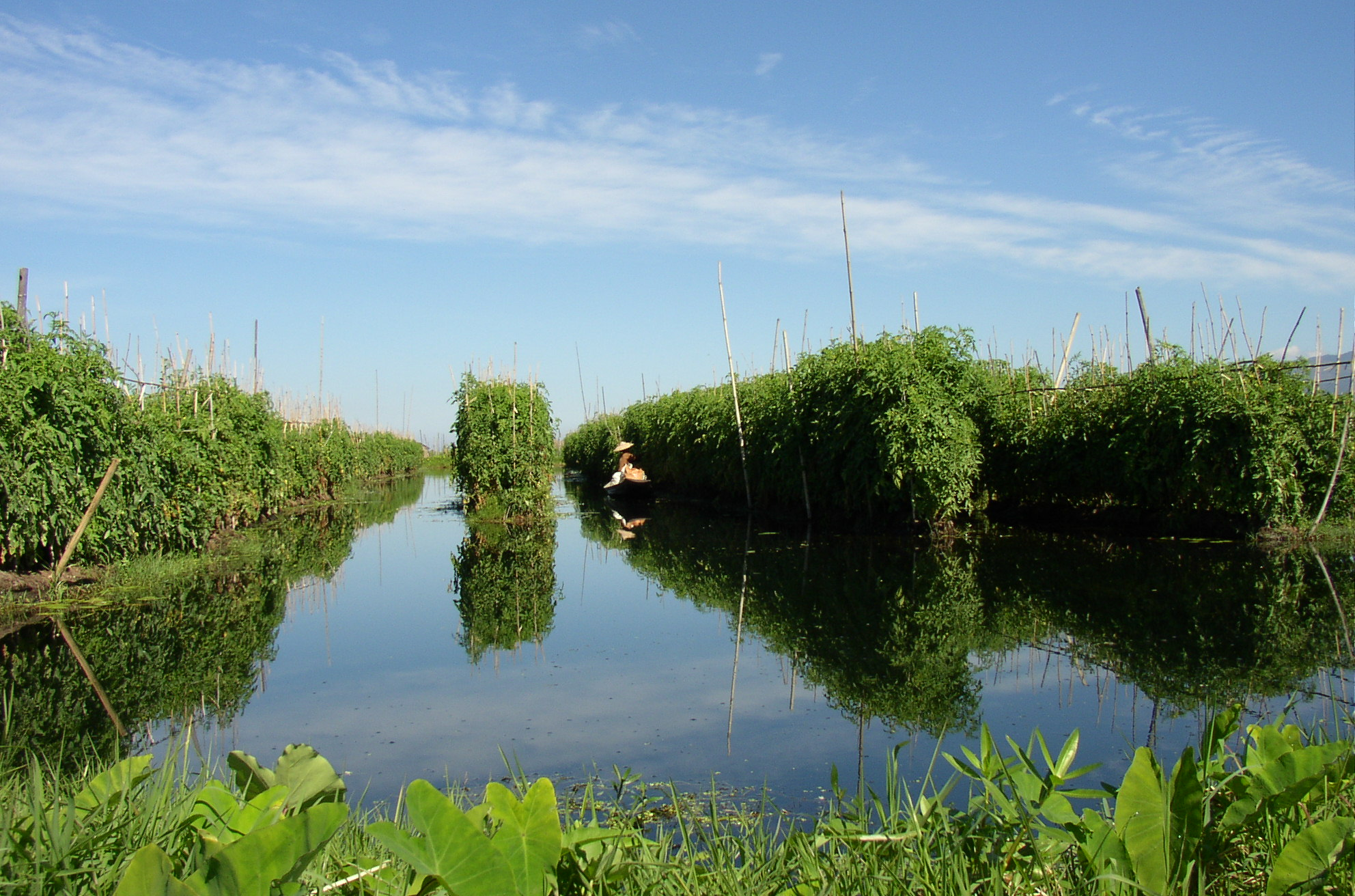
Плавучий город
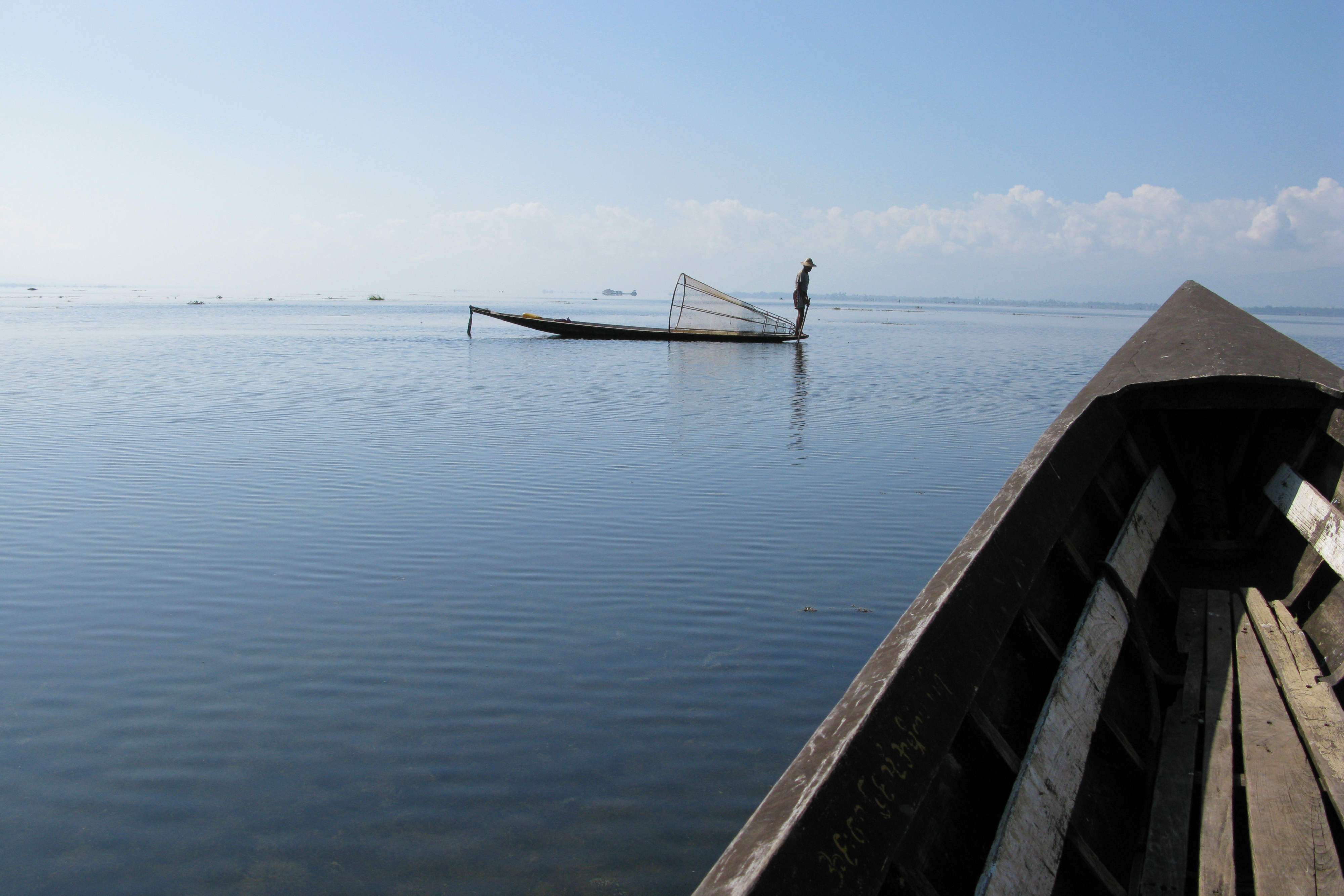
Рибалка на озері Інле

## Пам'ятки
- Йвана — селище в глибині озера між протоками. Біля нього організований плавучий базар, де продаються ремісничі вироби, тканини, срібні прикраси, різьблення по дереву та інші товари.
- Пхаунг До У — пагода, в якій зберігаються п'ять реліквій — статуй Будди, які під час щорічного свята на королівському човні возять уздовж озера по всіх селах.
- Монастир Нга Пхе Чьяунг якому 160 років. Називається також монастирем стрибаючих кішок, так як за традицією ченці навчають тут кішок стрибати на велику висоту. Знаменитий дерев'яними статуями і різьбленням по дереву.